# Wally Wolf
Wallace "Wally" Perry Wolf, Jr. (født 2. oktober 1930 i Los Angeles, død 12. marts 1997 i Santa Ynez, Californien) var en amerikansk svømmer og vandpolospiller, som deltog i flere olympiske lege i årene efter anden verdenskrig.

## Idrætskarriere
Wolf svømmede for Navy Olympics og Lynwood svømmekub.
Han var med ved OL 1948 i London, hvor han var med på det amerikanske hold i 4 × 200 m fri sammen med Walter Ris, Jimmy McLane og Bill Smith. Amerikanerne stillede dog med fire helt andre svømmere i indledende heat, men i finalen var det den nævnte kvartet, der med Ungarn i hælene vandt i ny verdensrekordtid på 8.46,0 minutter, mens ungarerne fik sølv, lidt over to sekunder bagefter, mens Frankrig fik bronze, yderligere tyve sekunder bagud.
Ved det amerikanske udtagelsesstævne til legene fire år senere i Helsinki var Wolf hurtigste mand på 200 m fri, men ved selve legene svømmede han kun indledende heat, mens finalen blev vundet af fire andre svømmere; som reglerne var på den tid, fik Wolf derfor ikke guldmedalje.
Han skiftede nu til vandpolo og var med på det amerikanske landshold, der i 1955 vandt sølv ved de panamerikanske lege. Ved OL 1956 i Melbourne var han igen med på det amerikanske vandpolohold, som kom på femtepladsen. Ved OL 1960 i Rom var han igen med på det amerikanske vandpolohold, som denne gang kom på syvendepladsen.

## Videre karriere
Wolf blev advokat i Los Angeles og havde blandt andet tv-stjernen Johnny Carson blandt sine klienter.

## OL-medaljer
- 1948  London –  Guld i svømning, 4 x 200 meter fri (USA)